# Omega Mart
Omega Mart o Supermercado Omega (estilizado como Ωmega Mart o Supermercado Ωmega) es una instalación de arte interactiva creada por la compañía de arte estadounidense MEOW WOLF  y ubicada en el complejo AREA15 en Las Vegas . Quienes ingresan a la instalación exploran un supermercado, desde el cual pueden acceder a varias otras áreas y descubrir una narrativa.  Cuenta con contribuciones de más de 300 artistas y diseñadores. Omega Mart es un ejemplo de un juego de realidad alternativa . La trama general y la tradición del Universo Ωmega Mart aún se están resolviendo utilizando varias pistas (tanto en línea como pistas presentes en la tienda física ubicada en las Vegas).  
Omega Mart ofrece productos personalizados disponibles para la compra, como: Leche Orgánica De Mamut, Maníes libres de Sal y Maníes, una de las tres marcas de detergente para ropa.   Las piñatas de los Siete Pecados Capitales, diseñadas por el artista Justin Favela, también están disponibles para su compra.  La instalación también cuenta con un bar secreto, Datamosh, que sirve ocho cócteles especiales.  

## Historia

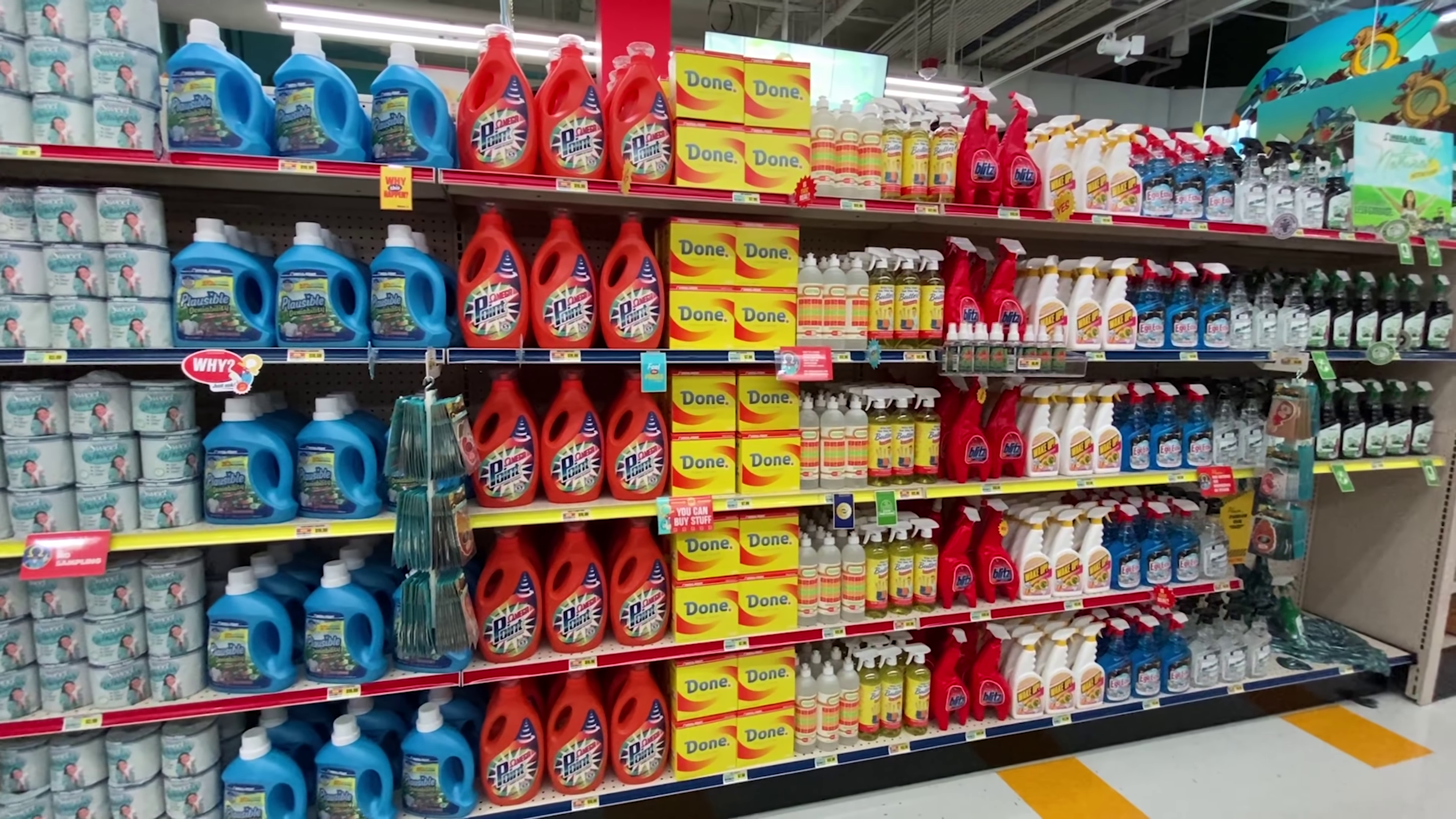
Estantes de productos en La atracción

El concepto de Omega Mart se originó por primera vez en 2009, cuando los artistas crearon por primera vez una exhibición emergente de bricolaje para una tienda de comestibles que, según Las Vegas Review-Journal, era esencialmente "poco más que estantes de bloques de hormigón con botellas de agua coloreada". Se intentó nuevamente en 2012, cuando la división educativa Chimera de Meow Wolf trabajó con aproximadamente mil estudiantes en las escuelas públicas de Santa Fe, Nuevo México, para llenar una tienda de comestibles simulada con productos falsos hechos a mano. Ambas instalaciones originales fueron temporales, inaugurándose la segunda el 8 de julio de 2012 y cerrándose el 20 de septiembre de ese año.
En enero de 2018, Meow Wolf anunció que lanzaría su segunda atracción permanente (la primera fue House of Eternal Return O La casa del retorno eterno  (de Santa Fe) en Las Vegas, que sería un inquilino principal del complejo minorista y de entretenimiento AREA15.  Omega Mart estaba originalmente planeado para lanzarse en 2020, pero su lanzamiento se retrasó debido a la pandemia de COVID-19 .  En agosto de 2020, Meow Wolf anunció que el proyecto se centraría en un supermercado llamado Omega Mart, y se esperaba que abriera en enero de 2021.   En enero de 2021 se anunció la fecha de apertura de la instalación,  y se inauguró el 18 de febrero de 2021.  
Se han lanzado varios comerciales de Omega Mart, que se han destacado por su rareza y surrealismo. Shelby Stewart del Houston Chronicle describió un anuncio para su apertura, que mostraba la cara de Willie Nelson falsificada en el cuerpo de otra persona,  como algo que daba a los tejanos "una idea de cómo podría ser un anuncio de LSD en una tienda de comestibles".  Varios comerciales posteriores fueron descritos por Reid McCarter de The AV Club como teniendo una estética "extraña de los 90",  y por Rob Beschizza, escribiendo para Boing Boing, como ejemplos perfectos de un cierto "horror cósmico de consumo oscuramente humorístico y embrujado". 